# Civet
Cet article concerne le plat. Pour l'espèce animale des civettes, voir Viverridae. Pour le terme économique des nouveaux pays émergents, voir CIVETS.
Un civet est un ragoût préparé à l'aide de cive, c’est-à-dire d'oignon, ou d'autres bulbes comestibles. On prépare le civet avec du vin rouge. On mêle la sauce au sang de l'animal (ce qui ne fut pas toujours le cas dans l'histoire de ce mets). 

## Étymologie
On ne sait pas si le mot « civet » est d'origine occitane, ou française. Le terme « civet » dérive de « cive » et « civette », et signifierait donc « plat préparé avec des oignons, ails ou ciboulette ». Le terme de « cive » venant lui-même du latin caepatum, (de caepa, « oignon »).  

## Histoire du civet
Au Moyen Âge, le lièvre était peu utilisé dans les civets. De même, le sang a fait une apparition tardive dans la sauce, du fait de sa symbolique, mais aussi de la difficulté de le mêler à la sauce. Le bouillon qui résulte de ce mélange est en effet aujourd'hui la base de la réussite d'un civet, dont la recette n'a été fixée qu'au début du XXe siècle.

## Préparation
En général, on prépare le civet sur un gibier (lapin de garenne ou lièvre, voire sanglier, comme c'est typique dans le val d'Aran). Le civet de lièvre est le véritable civet dit « à la française ». Mais on peut aussi faire un civet de bœuf, de porc, de tangue (sur l'île de La Réunion) ou de langouste (Pyrénées-Orientales). Dans le sud de la Catalogne, le civet a d'abord été cuisiné avec du coq sauvage et, plus tard, avec du faisan. En Catalogne, à la différence du nord de la France, le vin ajouté peut être blanc, avec les volailles et les crustacés, et, bien qu'il s'éloigne du civet typique du nord de la France, on aime ajouter aussi une picada vers la fin, juste avant d'y mêler le sang.

## Liste de civets

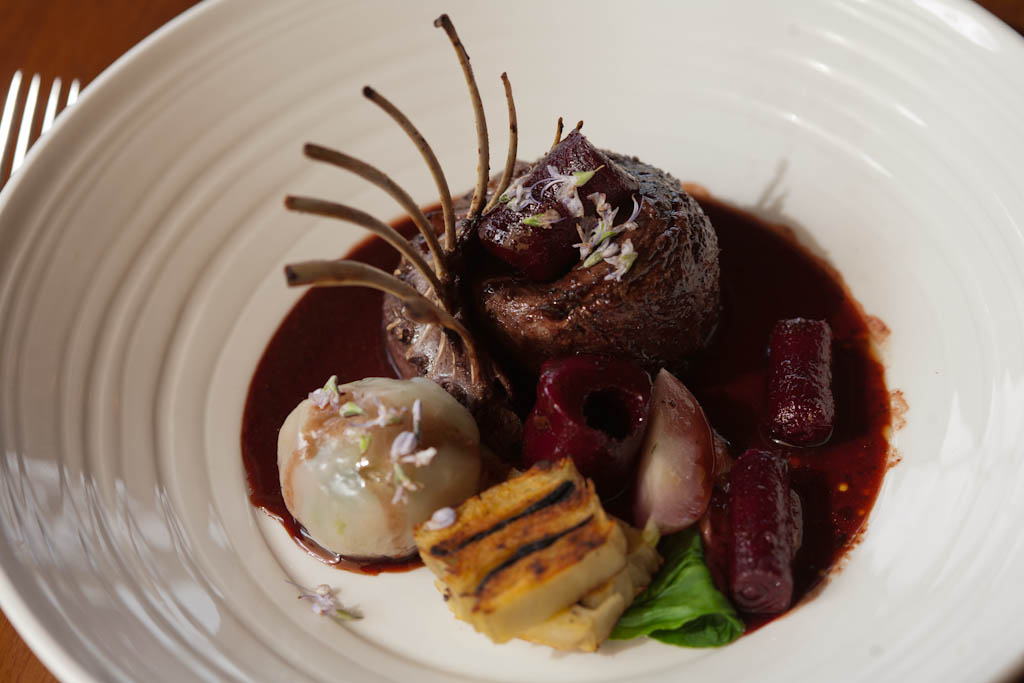
Civet de lièvre présenté en couronne.
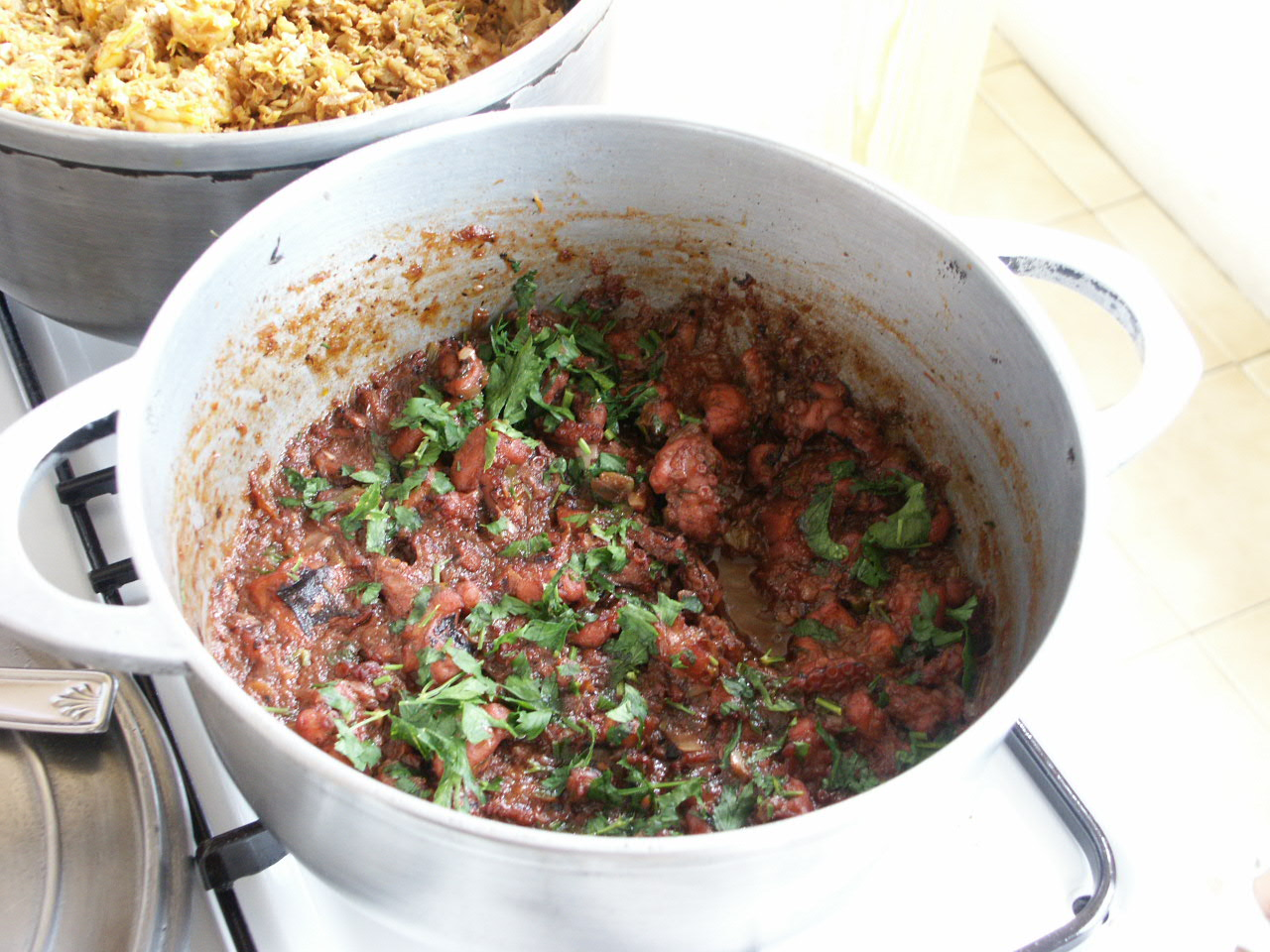
Civet de zourites.
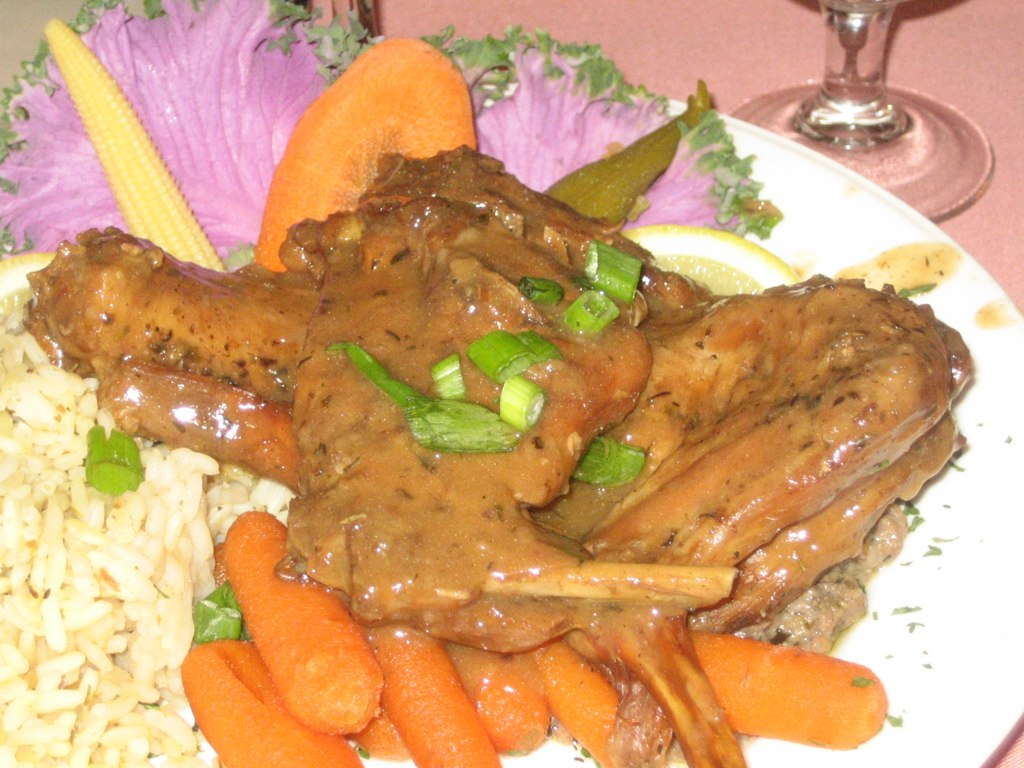
Civet de lapin à la créole.
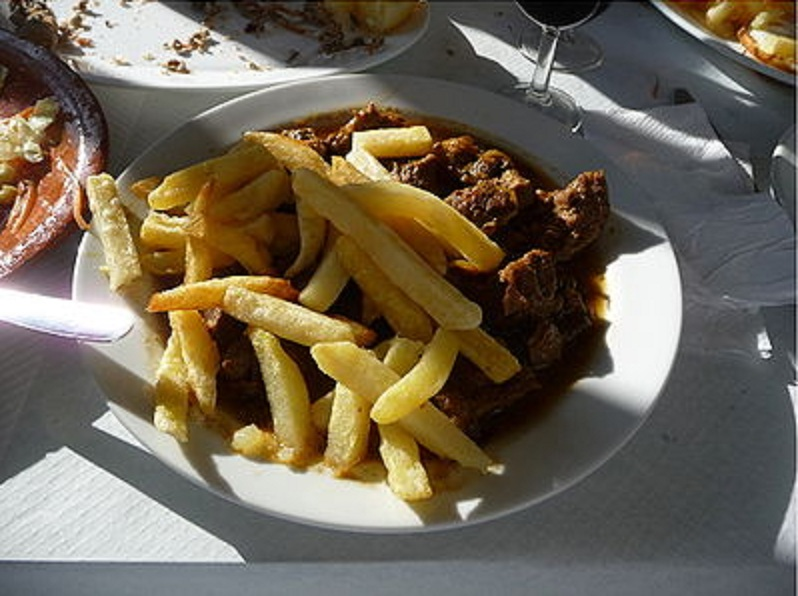
Civet de chevreuil en Espagne.

- Civet de cerf
- Civet de chevreuil
- Civet de lapin
- Civet de lièvre[2]
- Civet de sanglier[5]
- Civet de langouste[5],[2]
- Civet de zourites
- Carbonade ou charbonnée (Touraine)[6],[7] ou gruillotte (Bourgogne)[8] : civet de porc ou de sanglier préparé avec les abats de l'animal ; il fait partie du traditionnel repas qui suit la découpe de l'animal et la préparation de ses quartiers de viande.